# Consul peruvianus
Consul peruvianus är en fjärilsart som beskrevs av Otto Staudinger 1887. Consul peruvianus ingår i släktet Consul och familjen praktfjärilar. Inga underarter finns listade i Catalogue of Life.